# Ingrid Haringa
Ingrid Haringa (n. 11 iulie 1964, Velsen, Olanda de Nord, Țările de Jos) este o sportivă neerlandeză, medaliată olimpică. A participat la 3 ediții ale Jocurilor Olimpice (1988, 1992, 1996) în care a câștigat o medalie de argint.